# スミルナ十字軍
スミルナ十字軍は、教皇クレメンス6世により提唱され、1343年から1351年にかけて2度行われた十字軍遠征の総称。対象となった国は小アジアで栄えていたトルコ系国家アイドゥン侯国で、この国の主要な沿岸都市であるスミルナ占領を目的としていた。
第一次スミルナ十字軍では、目標としたスミルナを見事攻め落としたものの、十字軍の指導者らの不意を突いてトルコ側が攻撃を行い、指導者の多くが討たれ失敗に終わった。しかし、この悲報を聞いた教皇はさらなる遠征団を派遣し、再びスミルナを占領した。スミルナを占領した十字軍は砦から打って出ることはほとんどなく、砦の強化に務めていた。その間、教皇クレメンス6世は、スミルナを包囲し続けて外部からの支援の妨害工作などを続けていたトルコ側に対して停戦協定を結ぶべく苦心していた。そのような中で、1351年にクレメンス6世は突然十字軍に対し興味を失い、十字軍は教皇から見放される形となった。それから50年ほど後の1402年、ティムール朝によりスミルナは包囲され、落城した。

## 十字軍提唱のきっかけ
第1回スミルナ十字軍は教皇クレメンス6世の提唱によるものであった。エーゲ海におけるトルコ海賊の脅威により、先の教皇ヨハネス22世とベネディクトゥス12世は、キリスト教の海運を守るために現地にガレー船4隻からなる艦隊を保持するよう促したが、1340年代よりクレメンス6世はヴェネツィアの援助を得て軍事遠征を拡大させようとした。クレメンス6世はコンスタンティノープル総主教エンリコ・ダスティに、エーゲ海で海賊行為を行うトルコに対抗する同盟を組織するよう依頼した。キプロス王ユーグ4世と聖ヨハネ騎士団も加わり、1342年11月2日、教皇はヴェネツィアの兵および船と交戦するよう書簡を送った。十字軍に免罪符を与え、ヨーロッパ全土での布教を許可する教皇勅書「Insurgentibus contra fidem」が9月30日に発行された。

## 第1回スミルナ十字軍
第1回スミルナ十字軍はパレンの戦いの勝利で始まり、1344年10月28日のスミルナへの攻撃で終わった。港と要塞は占領したが、アクロポリスは占領できなかった。1345年1月17日、過剰な自信の表れとして、エンリコ・ダスティは、首都教区の大聖堂であった建物でミサを挙行しようとした。ミサの最中にウムル・ベイが会衆を襲撃し、総主教マルティーノ・ザッカリアや教皇のガレー船の司令官、およびヴェネツィアの司令官ピエトロ・ゼノを含む十字軍の指導者たちが殺害された。

## 第2回スミルナ十字軍
小アジアにおける十字軍の不安定な状況を受けて、教皇は1345年に第二次遠征を組織することになった。11月、ヴィエノワのドーファン・アンベール2世の指揮のもと、第2回スミルナ十字軍がヴェネツィアから出発した。1346年2月、ミティリーニでトルコ軍に対して勝利を収めたが、アンベール2世はスミルナでトルコ軍に対して出撃し、市内のキリスト教徒地区を再び要塞化する以外ほとんど何もしなかった。その後の5年間は、クレメンス6世がトルコ軍との停戦交渉に費やされ、トルコ軍はスミルナを常に陸路で包囲し、都市への直接の財政的および軍事的援助を続けた。十字軍に対するクレメンスの関心は1351年9月に突然終わったが、スミルナは1402年のティムール朝によるスミルナ包囲までキリスト教徒が支配した。